# Koke (labdarúgó, 1992)
Jorge Resurrección Merodio, ismertebb nevén Koke (Madrid, 1992. január 8. –) spanyol válogatott labdarúgó, az Atlético Madrid középpályása.

## Pályafutása
Koke már fiatalon az Atlético de Madrid igazolt játékosa volt. A klub akadémiáját végigjárva került a felnőtt csapathoz. 8. szezonja után 220 bajnoki mérkőzése mellett 24 gólja volt és mindössze 1 piros lapot kapott.
2017. augusztus 26-án a Las Palmas ellen végigjátszotta a mérkőzést, így tétmérkőzések alapján utolérte a klub történetében José Eulogio Gáratét. 222. mérkőzését 2 góllal ünnepelte meg.

## Statisztika
2018. augusztus 9. szerint
| Klub               | Szezon             | Bajnokság | Bajnokság | Kupa  | Kupa | Nemzetközi | Nemzetközi | Összesen | Összesen |
| Klub               | Szezon             | Mérk.     | Gól       | Mérk. | Gól  | Mérk.      | Gól        | Mérk.    | Gól      |
| ------------------ | ------------------ | --------- | --------- | ----- | ---- | ---------- | ---------- | -------- | -------- |
| Atlético de Madrid | 2009–10            | 4         | 0         | 0     | 0    | 0          | 0          | 4        | 0        |
| Atlético de Madrid | 2010–11            | 17        | 2         | 2     | 0    | 0          | 0          | 19       | 2        |
| Atlético de Madrid | 2011–12            | 25        | 2         | 2     | 0    | 13         | 0          | 40       | 2        |
| Atlético de Madrid | 2012–13            | 33        | 3         | 7     | 0    | 8          | 0          | 48       | 3        |
| Atlético de Madrid | 2013–14            | 36        | 6         | 9     | 0    | 12         | 1          | 57       | 7        |
| Atlético de Madrid | 2014–15            | 34        | 2         | 4     | 0    | 9          | 2          | 47       | 4        |
| Atlético de Madrid | 2015–16            | 35        | 5         | 5     | 0    | 11         | 0          | 51       | 5        |
| Atlético de Madrid | 2016–17            | 36        | 4         | 6     | 1    | 12         | 0          | 54       | 5        |
| Atlético de Madrid | 2017-18            | 35        | 4         | 3     | 0    | 13         | 2          | 51       | 6        |
| Atlético de Madrid | Atlético de Madrid | 255       | 28        | 38    | 1    | 78         | 4          | 371      | 33       |
| Karrier összesen   | Karrier összesen   | 255       | 28        | 38    | 1    | 78         | 4          | 371      | 33       |

## Sikerei, díjai
Atlético Madrid
- Európa-liga (2): 2011–12, 2017–18
- UEFA-szuperkupa (1): 2012
- Spanyol kupagyőztes (1): 2012–13
- Spanyol bajnok (1): 2013–14

Spanyolország U21
- U21-es Európa-bajnokság győztes (1): 2013

## Fordítás
Ez a szócikk részben vagy egészben  a   Koke (footballer, born 1992) című angol Wikipédia-szócikk fordításán alapul.  Az eredeti cikk szerkesztőit annak laptörténete sorolja fel. Ez a jelzés csupán a megfogalmazás eredetét és a szerzői jogokat jelzi, nem szolgál a cikkben szereplő információk forrásmegjelöléseként.